# Victor Kernbach
Victor Kernbach (Kisinyó/Kisjenő, 1923. október 14. – Bukarest, 1995. február 16.) román vallástörténész, mítoszkutató, filozófus, író, költő, esszéíró, tudományos-fantasztikus író, műfordító, szerkesztő.

## Életrajza
Onilă Tamara és Eugen Kernbach fia. Önéletrajzi regényében közzétett családfája szerint (Vö. Penumbra dedicațiilor [A dedikációk félhomálya], önéletrajzi dokumentum-regény. Editura Ştiinţifică kk., Bukarest, 1997, 45-48. old.) moldovai bojár-családok és ausztriai, illetve valószínűleg elzászi eredetű orvos-család leszármazottja. Apai ágon rokonsági viszonyban állt Vasile Conta román filozófussal. Középiskolai tanulmányait Kisinyóban és Bukarestben végezte. Besszarábia Szovjetunióhoz való hozzácsatolását követően a Kernbach-család Bukarestbe költözött. Victor Kernbach a Vremea című folyóiratban debütált versekkel. 1942-ben beiratkozott a Bukaresti Egyetem Bölcsészkarára. Két év frontszolgálatot teljesített a Román Királyi Hadseregben ; ennek keretében a légierőnél volt rádiótávírdász. A háborút követően a Román Királyi Hadsereg Vezérkari Könyvtárának az őre. 1946-ban államvizsgázott a Bukaresti Egyetemen. Szerkesztő volt a bukaresti Veac nou (1946–1956) és a Gazeta literară (1956–1959) című kulturális folyóiratoknál. A bukaresti Színházi Intézet adjunktusa (1961–1963), a bukaresti Népi Alkotások Házának a metodológiai szakirányítója (1963–1968) és a bukaresti Könyvközpont szakképzője volt 1970-től kezdődően. 71 éves korában halt meg szívroham következtében. 

## Kötetei

### Mítosz-kutatás
- Enigmele miturilor astrale (Az asztrális mítoszok rejtélyei). Editura Albatros kk., Bukarest, 1970
- Miturile esenţiale. Antologie de texte cu o introducere în mitologie, comentarii critice şi note de referinţă (A lényeges mítoszok. Szöveggyűjtemény, az előszót írta, magyarázta és jegyzetekkel ellátta Victor Kernbach). Editura Ştiinţifică şi Encicplodică kk., Bukarest, 399 old., 1978
- Dicționarul de mitologie generală (Általános mitológiai szótár). Editura Albatros, Bukarest, 1983 (Első kiadás) ; Editura Științifică și Enciclopedică kk., Bukarest, 1989 (Második kiadás); Editura Științifică și Enciclopedică kk., Bukarest, 701 old., 1995 (Harmadik és bővített kiadás) ISBN 9732403365
- Biserica în involuție (A visszafejlődő Egyház). A mű eredeti címe : Biserica în sfera mitului (Az Egyház a mítosz szférájában). Editura Politică kk., 580 old., Bukarest, 1984
- Mit, mitogeneză, mitosferă (Mítosz, mitogenézis, mítosz-szféra). Editura Științifică kk., 240 old., București, 1995 ISBN 9739587690

### Néprajz
- Universul mitic al românilor (A románok mitikus univerzuma). Editura Științifică kk., Colecţia Mituri şi religii, 364 old., Bukarest, 1994 ISBN 9734401319
- Basme populare gruzine. (Grúz népmesék). Fordította és összeállította Victor Kernbach. Editura pentru Literatură Universală kk., Bukarest, 1961 (románul)

### Vers
- Rime (Rímek), Bukarest, 1957
- Freamăt galactic (Galaktikus rezzenet), Bukarest, 1966
- Tabla de oricalc (Az orikálkus tábla), Bukarest, 1971

### Tudományos-fantasztikus elbeszélés
- Luntrea sublimă (Mennyei hajó címmel jelent meg magyarul). Editura Tineretului kk., Bukarest, 1961 (Második kiadás, uo., 1968)
- Umbra timpului (Az idő árnya. Fantasztikus elbeszélések). Editura Tineretului kk., Bukarest, 1966
- Povestiri ciudate (Fura történetek). Editura Tineretului kk., Bukarest, 1967

### Tudományos-fantasztikus regény
- Lumini pe Strada Mare (Fények a Nagy Úton), București, 1963
- Vântul de miercuri (A szerdai szél), Editura pentru Literatură kk., Bukarest, 1968
- Vacanțele secrete (Titkos vakációk). Editura Albatros kk., Bukarest, 1987

### Riport
- Țara dintre zăpezi și portocali (A havak és narancsfák közötti ország), Bukarest, 1958

### Önéletrajz
- Penumbra dedicațiilor (A dedikációk félhomálya).Önéletrajzi dokumentum-regény. Editura Ştiinţifică kk., Bukarest, 1997 ISBN 973-44-0224-2

### Műfordítás
- Vladimir Majakovszkij, 15 poeme, prefață de Horia Deleanu, Bukarest, 1947 (románul)
- Pavel Bajov, Floarea de piatră și alte basme din Urali, Bukarest, 1948
- Aspecte din literatura rusă, București, 1948
- Maiakovski despre America, București, 1950
- N. Pospelov, V. Șabliovski, A. Zercianinov, Istoria literaturii ruse (Az orosz irodalom története. B. Jordannal közreműködésével). București, 1950
- Stepan Șcipaciov, Căsuța din Șușensk, București, 1950
- Șota Rusztaveli, Viteazul în piele de tigru  (magyarul: A párducbőrös lovag), Bukarest, 1956
- Petrus Brovka, Când se unesc râurile, București, 1959
- Gh. Leonidze, Versuri alese, București, 1959
- Basme populare gruzine, București, 1961
- Elisaveta Drabkina, Toamna aurie, București, 1961
- M. Prilejaeva, Sub cerul Nordului, București, 1961
- Armata păcii, București, 1962
- N. Baratașvili, Versuri, București, 1962
- S. Mstislavski, În ajun (Anul 1917), București, 1962
- K. Gamsahurdia, Mâna marelui meșter, București, 1963
- H. G. Wells, Opere alese, III-IV, București, 1964–1965
- Isaac Babel, Armata de cavalerie, București, 1965
- Enigma văii albe. Povestiri științifico-fantastice bulgare, București, 1967

### Kéziratban
- Carte de proverbe (Közmondások könyve)

## Magyarul
- Mennyei hajó. Fantasztikus elbeszélés; ford. Molnár Tibor; Ifjúsági, Bukarest, 1969 (Árgus)

## A kernbach-i világlátás
Mircea Eliade, Albert Schweitzer, Teilhard de Chardin s távolabbról Giordano Bruno átfogó gondolati rendszereinek föltétlen híveként s szakavatott értelmezőjeként, Kernbach az emberi létezés útkeresési, ontológiai, gnosszeológiai és episztemológiai kérdéseit a legtágabb értelemben vett racionalitás szféráiban gyökerezteti. Kernbach számára nyilvánvaló, hogy az arisztotelészi logika szerint meghatározott, kétértékű (igaz/hamis) igazság természetszerűen is valójában nem egyéb, mint változékony (variabil) értékű létezés-minőség, sőt Kernbach szemében az igazság nem is lehet más, mint egy szükségszerűen több értékrendben megnyilatkozó, kozmikus dimenzió.

## Külső hivatkozások
- Online encyclopedia. Román filozófia, Victor Kernbach szócikk[halott link] (angolul)
- Lybris francia könyvportál [halott link]
- Noosfere francia könyvportál
- Galileo folyóirat honlapja (románul)
- A román nyelvű Autorii.com portál